# BQ Aquaris E4.5
El bq Aquaris E4.5 és un telèfon intel·ligent amb el sistema operatiu Android produït per l'empresa espanyola bq. El model, considerat com de gamma mitjana, va ser presentat al març de 2014. És el Segon model de la gamma dels BQ Aquaris E, i el 6 de febrer de 2015 va ser presentat a Londres la versió amb Ubuntu Touch, que no té els botons tàctils del marc de la pantalla. La gamma Aquaris E, són mòbils de bq 100% dissenyats a Espanya, però estan construïts a la Xina.

## Aquaris E4.5 Ubuntu Edition
Al febrer de 2015, bq va donar a conèixer aquest model que compta amb una edició Ubuntu Touch, que el va convertir en el primer telèfon intel·ligent del món comercialitzat amb aquest sistema operatiu. El preu de llançament d'aquest Aquaris E4.5 és de 169,90 euros. El tefefono només està disponible a la Unió Europea.
El dispositiu permet accedir als Scopes, pantalles individuals d'inici ràpid per a música, vídeos, xarxes socials entre d'altres serveis sense que hagis de navegar d'aplicació en aplicació.
Aquesta versió del Aquaris E4.5 té una pantalla de 4,5 polzades amb una resolució de 960x540 píxels (340ppp), un processador de 1.3GHz de quatre nuclis MediaTek, una GPU Mali 400, 1GB de RAM, 8 GB d'emmagatzematge amb ranura per a microSD de 32GB, una bateria de 2,150mAh, una càmera de 8 megapíxels, una càmera frontal de 5 megapíxels i té dues ranures per targetes SIM.